# Fluorid palladnatý
Fluorid palladnatý je anorganická sloučenina s chemickým vzorcem PdF2.

## Příprava
Fluorid palladnatý je připravován reakcí fluoridu seleničitého s fluoridem palladnato-palladičitým pod refluxem:
Pd[PdF6] + SeF4 → 2PdF2 + SeF6

## Vlastnosti
Fluorid palladnatý tvoří hnědé krystaly rozpustné v kyselině fluorovodíkové s krystalovou strukturou rutilu stejnou jako jeho lehčí kongener fluorid nikelnatý obsahující oktaedricky koordinované palladium s elektronovou konfigurací t 6
2g e 2
g . Přítomnost dvou nepárových elektronů v eg orbitalech způsobuje, že fluorid palladnatý je paramagnetický.

## Využití
Fluorid palladnatý je nerozpustný prášek, který se používá v infračervených optických senzorech a v situacích, kdy je oxid palladnatý nevhodný pro reaktivnost s kyslíkem, jako výrobě kovů.